# Бериев, Георгий Михайлович
Гео́ргий Миха́йлович Бери́ев (Бериашвили) (31 января [13 февраля] 1903, Тифлис, Российская империя — 12 июля 1979, Москва, СССР) — советский авиаконструктор. Генерал-майор инженерно-технической службы (27.01.1951). Лауреат Сталинской премии (1947). Доктор технических наук (1961).

## Биография
Родился 31 января (13 февраля) 1903 год в Тифлисе в семье рабочего Михаила Соломоновича Бериева. Был пятым ребёнком в семье. Окончил Тифлисское высшее начальное училище. С 1919 года работал учеником литейщика на заводе Гильберта в Тифлисе. Страстью к авиации «заболел» ещё в детстве, побывал на показательном полёте известного российского лётчика Сергея Уточкина.
С августа 1921 года служил в Красной Армии, красноармеец батальона связи 1-го Грузинского стрелкового полка, затем назначен начальником учётно-мобилизационной части 7-го отдельного полка Отдельной Кавказской армии. Поскольку проходил службу в Тифлисе, то ему была предоставлена возможность учиться на вечернем факультете, и в 1923 году он окончил Тифлисское железнодорожное техническое училище. В феврале 1924 года уволен в запас.
Поступил в Тбилисский политехнический институт, но в 1925 году приехал в Ленинград и перевёлся на авиационное отделение кораблестроительного факультета Ленинградского политехнического института имени М. И. Калинина. В 1930 году окончил институт и с февраля этого года начинает работать инженером-конструктором Опытно-конструкторского бюро морского опытного самолётостроения Всесоюзного авиационного объединения в Москве. Там работал под руководством французского авиаконструктора Поля Эмэ Ришара. Вступил в ВКП(б) в 1929 году.
С декабря 1930 года — заместитель начальника отдела морского самолётостроения Центрального конструкторского бюро завода имени В. Р. Менжинского. С ноября 1931 года — старший инженер конструкторского отдела секции опытного самолётостроения в ЦАГИ. С июля 1933 года работал начальником бригады опытного ЦКБ-39. С февраля по июль 1934 года находился в служебной командировке в Италии, Франции, Англии, США для изучения авиационной промышленности и организации проектирования самолётов в этих странах.
Начало конструкторской деятельности Г. М. Бериева было успешным: приобретя большой опыт под руководством коллег, он спроектировал опытный морской ближний разведчик МБР-2, ставший эпохой в отечественной гидроавиации. В мае 1932 года самолёт поднялся в небо, а в 1933 году был принят на вооружение советского Военно-морского флота. Самолёт с последующими модификациями выпускался более 20 лет и стал самым массовым советским гидросамолётом.
В октябре 1934 года назначен Главным конструктором авиационного завода № 31 имени Г. Димитрова и начальником ОКБ морского самолётостроения (Таганрог). Под его руководством до Великой Отечественной войны были созданы самолёты: Сталь-6, Сталь-7; гидросамолёты: МБР-2, МП-1, МП-1Т, корабельные катапультные КОР-1 и КОР-2, МДР-5, МБР-7, ЛЛ-143.
В феврале 1941 года назначен начальником опытно-конструкторского бюро морского самолётостроения на Государственном союзном заводе № 288 в городе Кимры Калининской области. Во время Великой Отечественной войны в октябре 1941 года завод и конструкторское бюро были эвакуированы в Омск. Там они были размещены на базе авиазавода Гражданского воздушного флота.
В мае 1943 года конструкторское бюро было переведено в Красноярск на авиазавод № 477, а Бериев назначен главным конструктором этого авиазавода. В годы войны летающая лодка КОР-2 (Бе-4) выпускалась малой серией в Красноярске. В эвакуации ОКБ занималось перспективным проектированием. В 1943 году был разработан проект летающей лодки ЛЛ-143, а в 1944 — макет грузо-пассажирского ПЛЛ-144.
В августе 1944 года конструкторское бюро Г. М. Бериева вернулось в освобождённый от оккупантов Таганрог, где был воссоздан завод № 86 Наркомата авиационной промышленности (с 1946 года — Государственный союзный опытный завод морского самолётостроения № 49). Тогда же, в 1944 году Г. М. Бериев был зачислен в кадры Военно-морского флота и ему было присвоено воинское звание инженер-полковник. После войны в Таганроге им были созданы многие проекты гидросамолётов, но не все из них пошли в серию. Гидроавиация переживала трудные времена, и Г. М. Бериеву постоянно приходилось прилагать большие усилия для сохранения и развития уникального конструкторского коллектива. Из послевоенных работ следует выделить многоцелевую летающую лодку Бе-6 (стояла на вооружении свыше 20 лет), первый в мире реактивный гидросамолёт Р-1, ставший прототипом для реактивной летающей лодки — бомбардировщика и торпедоносца Бе-10, самолёт-амфибию на подводных крыльях Бе-8, противолодочного самолёта-амфибии Бе-12 («Чайка») (с его модификациями стоит на вооружении с начала 1960-х годов по настоящее время — 2023 год, на самолёте установлено 49 мировых рекордов), также пошедшую в серию амфибию Бе-12ПС. Остались опытными или малосерийными экземплярами Бе-14, пассажирский Бе-30 (Бе-32), опытный самолёт-снаряд П-10. Несколько проектов не были построены даже в опытных экземплярах, но спустя много лет после кончины конструктора созданные им заделы были воплощены таганрогскими авиастроителями, вновь вернув России передовые позиции в мировой гидроавиации. Самолётам Г. М. Бериева принадлежат практически все высшие мировые рекорды, зарегистрированные ФАИ для гидросамолётов.
В августе 1968 года по болезни покинул пост главного конструктора и уволен в отставку из ВМФ. С 1968 года жил в Москве, занимался научной работой, будучи членом Научно-технических советов Государственного комитета СМ СССР по авиационной технике, Государственного комитета СМ СССР по судостроению и Научно-технического совета ВВС ВМФ СССР. Написал книгу воспоминаний, опубликованную спустя много лет после его кончины.

Могила на Кунцевском кладбище

Умер 12 июля 1979 года. Похоронен в Москве на Кунцевском кладбище.

## Известные работы
- МБР-2 — Морской ближний разведчик. Первый полёт в 1932 году. Серийное производство началось в 1934 году, до 1940 года было построено 1365 экземпляров. Экипаж три человека. МБР-2 принимали активное участие в советско-финской войне. Во время Великой Отечественной войны это был основной гидросамолет советской морской авиации[5].
- МП-1 — Пассажирская летающая лодка. Первый полет в 1934 году. Создан на базе МБР-2[6]. Экипаж два человека. Шесть пассажиров. Строились серийно с 1940 года. В гражданской авиации эксплуатировался до 1950 года.
- МБР-5 — Морской ближний разведчик. Первый полёт в 1935 году. Экипаж три человека. Испытания гидросамолета после аварии в октябре 1937 года были прекращены. В серию гидросамолет запущен не был[7].
- Бе-2 (КОР-1) — Разведывательный гидросамолет. Первый полёт в 1936 году. Первый самолёт созданный для старта с корабельной катапульты. Экипаж два человека. С 1937 по 1940 годы было выпущено 12 гидропланов[8].
- МДР-5 — Морской дальний разведчик. Первый полёт в 1938 году. Самолёт строили сразу в двух экземплярах — летающая лодка и амфибия на колесах. Экипаж пять человек. Серийно самолёт не изготавливался.
- МБР-7 — Морской ближний разведчик. Первый полёт в 1939 году. Экипаж два человека — летчик и штурман. Было изготовлено два экземпляра. После аварий с первым, а затем и вторым экземпляром работы по МБР-7 были прекращены[9].
- Бе-4 (КОР-2) — Летающая лодка-разведчик. Первый полёт в 1940 году. Самолёт взлетал с корабельной катапульты. Экипаж два человека. Всего было изготовлено 44 самолёта Бе-4[10].
- ЛЛ-143 — Многоцелевая летающая лодка . Первый полёт в 1945 году. Экипаж семь человек. Было построено два опытных экземпляра. Прототип Бе-6[11].
- Бе-6 — Многоцелевая летающая лодка. Первый полёт в 1948 году. Экипаж восемь человек. Серийно самолёт был запущен в 1952 году и выпускался до 1957 года. Всего было изготовлено 123 экземпляра[12].
- Бе-8 — Многоцелевой самолёт-амфибия. Первый полёт в 1947 году. Было построено два опытных экземпляра. Серийно Бе-8 не изготавливался[13].
- Р-1 — Морской разведчик-бомбардировщик. Первый полёт в 1951 году. Первая советская реактивная летающая лодка. Экипаж три человека. После проведения испытаний самолёт использовался как летающая лаборатория и учебно-тренировочный, однако после аварии восстанавливать самолёт не стали. В серийное производство Р-1 не пошёл. Наработки при создании Р-1 использовались при проектировании серийного гидросамолета Бе-10.
- Бе-10 — Многоцелевая летающая лодка, реактивный гидросамолет. Первый полёт в 1956 году. Первая серийная летающая лодка с турбореактивными двигателями. На самолёте было установлено 12 мировых рекордов. Экипаж три человека. С 1956 по 1961 годы было построено 27 экземпляров. Самолёт не был принят на вооружение, однако ограниченно эксплуатировался на Черноморском флоте. В 1968 году Бе-10 был выведен из эксплуатации[14].
- СД МБР — Сверхзвуковой дальний морской бомбардировщик-разведчик. Начало проектирования 1957 год. Экипаж самолёта состоял из трёх человек. Самолёт предназначался для совместных действий с подводными лодками и для самостоятельных действий на океанских коммуникациях. Он должен был находиться на плаву в сложных метеоусловиях на большом удалении от берега и заправляться при волнении до 4-х баллов. Сложность была в том, что отсутствовал опыт проектирования самолётов подобного типа. Серийно самолёт не выпускался[15].
- ЛЛ-600 — Бомбардировщик-летающая лодка. Разрабатывался в начале 1960 годов в варианте стратегического бомбардировщика с возможной трансформацией в грузопассажирский на 2000 мест. Это была летающая лодка с восемью турбореактивными двигателями. Для увеличения дальности предполагалось заправка гидросамолетов в море от подводных лодок-танкеров. Эскизное проектирование проводилось до момента успешных испытаний советских межконтинентальных баллистических ракет[16].
- П-10 — Крылатая ракета для подводных лодок. В 1956 году были изготовлены несколько макетов для лётных испытаний. Первый пуск П-10 с подводной лодки был осуществлен 23 сентября 1957 года, дальность полёта составила 240 км[17]. В дальнейшем все работы по П-10 были прекращены, на вооружение была принята крылатая ракета созданная в ОКБ В. Н. Челомея.
- П-100 — Крылатая ракета большой дальности (средней, межконтинентальной). Эскизный проект П-100 был представлен в 1961 году. Ракета разрабатывалась для установки на кораблях ВМФ, а также наземного базирования в двух вариантах — в бомбардировочном и разведывательном. Проект не был доведен до реализации[18].
- Бе-12 Чайка — Противолодочный самолёт-амфибия. Первый полёт в 1960 году. Экипаж 4 человека. Испытания продолжались до 1965 года, после чего Бе-12 был принят на вооружение морской авиации. Основное предназначение Бе-12 — охота за подводными лодками. Серийно самолёт изготавливался с 1963 по 1972 годы, всего было изготовлено 142 экземпляра[19].
- Бе-30 — Ближнемагистральный пассажирский и транспортный самолёт. Первый полёт в 1968 году. Экипаж два человека. 14 пассажиров, или 1500 кг груза. Несмотря на отличные летно-технические данные, в серийное производство самолёт запущен не был, из-за решения правительства о закупке в рамках СЭВ чехословацких Л-410. Это был последний самолёт созданный под руководством Г. М. Бериева[20].

## Награды
- два ордена Ленина (16.09.1945; 12.07.1957);
- два ордена Трудового Красного Знамени (1963, 1966);
- медаль «За боевые заслуги» (5.11.1955);
- медаль «За победу над Германией в Великой Отечественной войне 1941—1945 гг.» (1945);
- юбилейные медали;
- именное оружие от Главнокомандующего ВМФ СССР (1953);
- Сталинская премия 2-й степени (1947) — за создание нового образца боевого самолёта (Бе-6);
- Государственная премия СССР (1968) — за создание Бе-12.

## Память
- Распоряжением Совета Министров РСФСР от 6 декабря 1989 года Таганрогскому авиационному научно-техническому комплексу присвоено имя Г. М. Бериева.
- Бюст на территории ТАНТК в Таганроге.
- Бюст в городе Жуковский Московской области (в сквере имени В. В. Маяковского).
- Мемориальная доска на проходной ТАНТК в Таганроге
- Мемориальная доска в Таганроге на доме, в котором он жил.
- Мемориальная доска в Москве на здании, в котором работал в 1920—1930-х гг.
- Мемориальная доска в Красноярске на доме, в котором работал во время войны.
- Мемориальная доска на главном здании СПбГПУ.
- Его именем названы улицы в Таганроге и в Тбилиси.

## Мемуары
- Бериев Г. М. Лодки штурмуют небо. — М.: АВИКО пресс, 2002. — 143 с. — (Серия: Авиаконструкторы России). — ISBN 5-86309-028-6.